# Aspachmühle
Aspachmühle ist ein Ortsteil der Stadt Pfreimd im Oberpfälzer Landkreis Schwandorf (Bayern).

## Geografie
Aspachmühle liegt am Stelzlmühlbach 5,5 Kilometer östlich von Pfreimd. Südöstlich der Aspachmühle erhebt sich der 540 Meter hohe Hochschlag. Der Stelzlmühlbach fließt zunächst Richtung Südwesten durch einen engen Durchbruch, passiert dann die Stelzlmühle und fließt weiter in Richtung Nordwesten der Pfreimd zu, in die er bei Oberpfreimd mündet. Westlich der Stelzlmuhle bildet der Stelzlmühlbach ein enges Durchbruchstal, das den Namen Rote Leite trägt. Ein örtlicher Wanderweg passiert von Hohentreswitz kommend die Aspachmühle, verläuft am Südufer des Stelzlmühlbaches durch den engen Durchbruch und erreicht die Stelzlmühle. Von der Stelzlmühle aus führt er auf dem Nord-, später Nordosthang des Durchbruchtales Rote Leite bis nach Pfreimd.

## Geschichte
Ende des 16. Jahrhunderts wurde zweimal jährlich die Türkenhilfe erhoben. Asbachmühle (auch: Aspachmüll, Aspermühl, Aspachmühlhöfl) ist im Verzeichnis der Reichs- und Türkenhilfe von 1595 verzeichnet mit 1 Untertanen und einer Abgabe von 25 Kreuzern.
1715 erwarb Michael Sebastian Boslarn Hohentreswitz. Er ließ 1717 eine Beschreibung der Hofmark Hohentreswitz anfertigen. In dieser Beschreibung ist Asbachmühle als zur Hofmark Hohentreswitz gehörig aufgeführt. Im Herdstättenbuch von 1762 erschien Asbachmühle mit 1 Herdstätte, kein Inwohner. Im Steuerbuch von 1775 wurde die Aspachmühle zusammen mit Hohentreswitz veranlagt. Im Häuser- und Rustikalsteuerkataster von 1808 war die Aspachmühle mit einem Anwesen und einem Nebenhäusl aufgeführt. Als Besitzer wurde Michael Käs genannt.
1808 begann in Folge des Organischen Ediktes des Innenministers Maximilian von Montgelas in Bayern die Bildung von Gemeinden. Dabei wurde das Landgericht Nabburg zunächst in landgerichtische Obmannschaften geteilt. Aspachmühle kam zur Obmannschaft Hohentreswitz. Zur Obmannschaft Hohentreswitz gehörten: Hohentreswitz, Söllitz, Stein, Gnötzendorf, Oberpfreimd, Weihern, Rappenberg, Löffelsberg, Aspachmühle, Stelzlmühle und die „Stadt Pfreimd mit den unmittelbar ämtischen Untertanen“.
Dann wurden 1811 in Bayern Steuerdistrikte gebildet. Dabei kam Aspachmühle zum Steuerdistrikt Hohentreswitz. Der Steuerdistrikt Hohentreswitz bestand aus den Dörfern Hohentreswitz mit dem von Kargschen Schloss und Rappenberg, dem Weiler Löffelsberg, den Einöden Aspachmühle, Stelzlmühle und Götzenmühle und der Waldung Rappenberger Höllengrund. Er hatte 46 Häuser, 305 Seelen, 200 Morgen Äcker, 35 Morgen Wiesen, 50 Morgen Holz, 1 Weiher, 25 Morgen öde Gründe und Wege, 1 Pferd, 80 Ochsen, 40 Kühe, 30 Stück Jungvieh, 40 Schafe und 15 Schweine.
Schließlich wurde 1818 mit dem Zweiten Gemeindeedikt die übertriebene Zentralisierung weitgehend rückgängig gemacht und es wurden relativ selbständige Landgemeinden mit eigenem Vermögen gebildet, über das sie frei verfügen konnten. Hierbei kam Aspachmühle zur Ruralgemeinde Hohentreswitz. Die Gemeinde Hohentreswitz bestand aus den Ortschaften Hohentreswitz mit 42 Familien, Aspachmühle mit 1 Familie und Stelzlmühle mit 1 Familie. Die Gemeinde Hohentreswitz wurde 1978 in die Gemeinde Pfreimd eingegliedert.
Aspachmühle gehört zur Pfarrei Hohentreswitz. 1997 hatte Stelzlmühle 7 Katholiken. Anfang des 21. Jahrhunderts wurde aus den Pfarreien Trausnitz, Hohentreswitz und Weihern die Pfarreiengemeinschaft Trausnitz mit Hohentreswitz und Weihern gebildet.

## Einwohnerentwicklung ab 1819
| Jahr | Einwohner | Gebäude |
| ---- | --------- | ------- |
| 1819 | 1 Familie | k. A.   |
| 1828 | 5         | 2       |
| 1838 | 9         | 2       |
| 1864 | 15        | 7       |
| 1875 | 9         | 6       |
| 1885 | 16        | 2       |
| 1900 | 11        | 1       |
| 1913 | 10        | 1       |

| Jahr | Einwohner | Gebäude |
| ---- | --------- | ------- |
| 1925 | 9         | 1       |
| 1950 | 4         | 1       |
| 1961 | 3         | 1       |
| 1964 | 3         | 1       |
| 1970 | 3         | k. A.   |
| 1987 | 6         | 1       |
| 2011 | 5         | k. A.   |